# Avenue de la Porte-du-Pré-Saint-Gervais
L'avenue de la Porte-du-Pré-Saint-Gervais est une voie située dans le quartier d'Amérique du 19e arrondissement de Paris, en France.

## Origine du nom

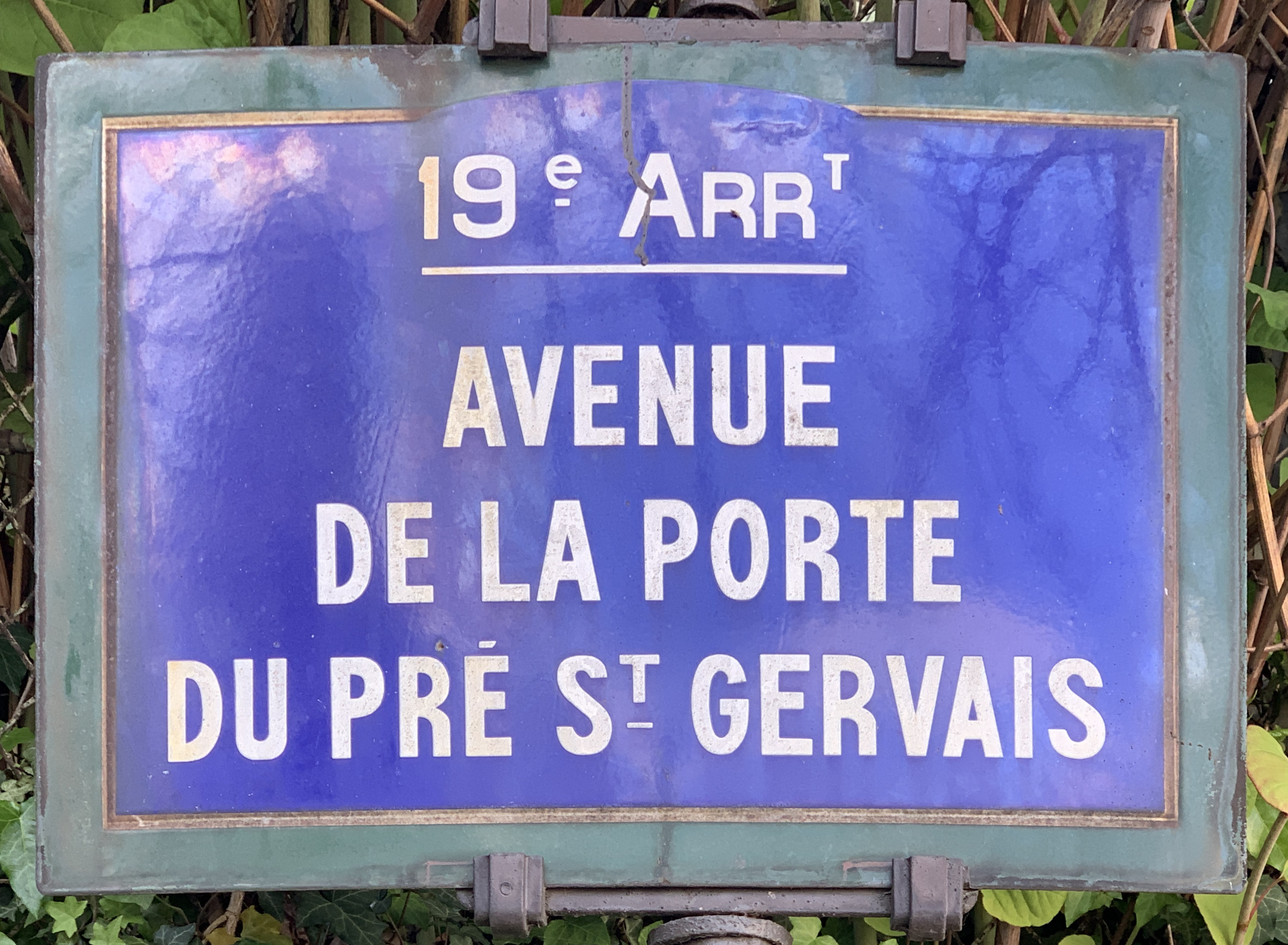
Plaque de l'avenue.

Elle porte ce nom car elle est située en partie sur l'emplacement de l'ancienne porte du Pré-Saint-Gervais de l'enceinte de Thiers à laquelle elle mène.

## Historique
La voie a été créée en 1931. La partie située entre le boulevard Sérurier et la limite des fortifications a été aménagée à l'emplacement de la poterne des Prés-Saint-Gervais le long du bastion 20 de l'enceinte de Thiers. Le prolongement faisait partie du territoire du Pré-Saint-Gervais et a été annexé par la ville de Paris en 1930,.

## Bâtiments remarquables et lieux de mémoire
L'avenue est longée par l'hôpital Robert-Debré à l'est et un jardin public qui mène au boulevard d'Algérie à l'ouest. Au carrefour avec le boulevard Sérurier, se trouve l'église de Marie-Médiatrice-de-Toutes-les-Grâces.
À l'angle de cette avenue et de la rue Alexander-Fleming se trouve l'ancienne chapelle Saint-Gervais-Saint-Protais du Pré-Saint-Gervais.